# Сулеюв (гмина)
Сулеюв (пол. Sulejów) — гмина (волость) в Польше, входит как административная единица в Пётркувский повет, Лодзинское воеводство. Население — 15 375 человек (на 2004 год).

## Соседние гмины
1. Гмина Александрув
2. Гмина Мнишкув
3. Пётркув-Трыбунальски
4. Гмина Ренчно
5. Гмина Розпша
6. Гмина Вольбуж